# Jutungos

Os Jutungos se localizavam em algum ponto do mapa, demarcada pela cor laranja que correspondia à extensão das tribos suevas no século I

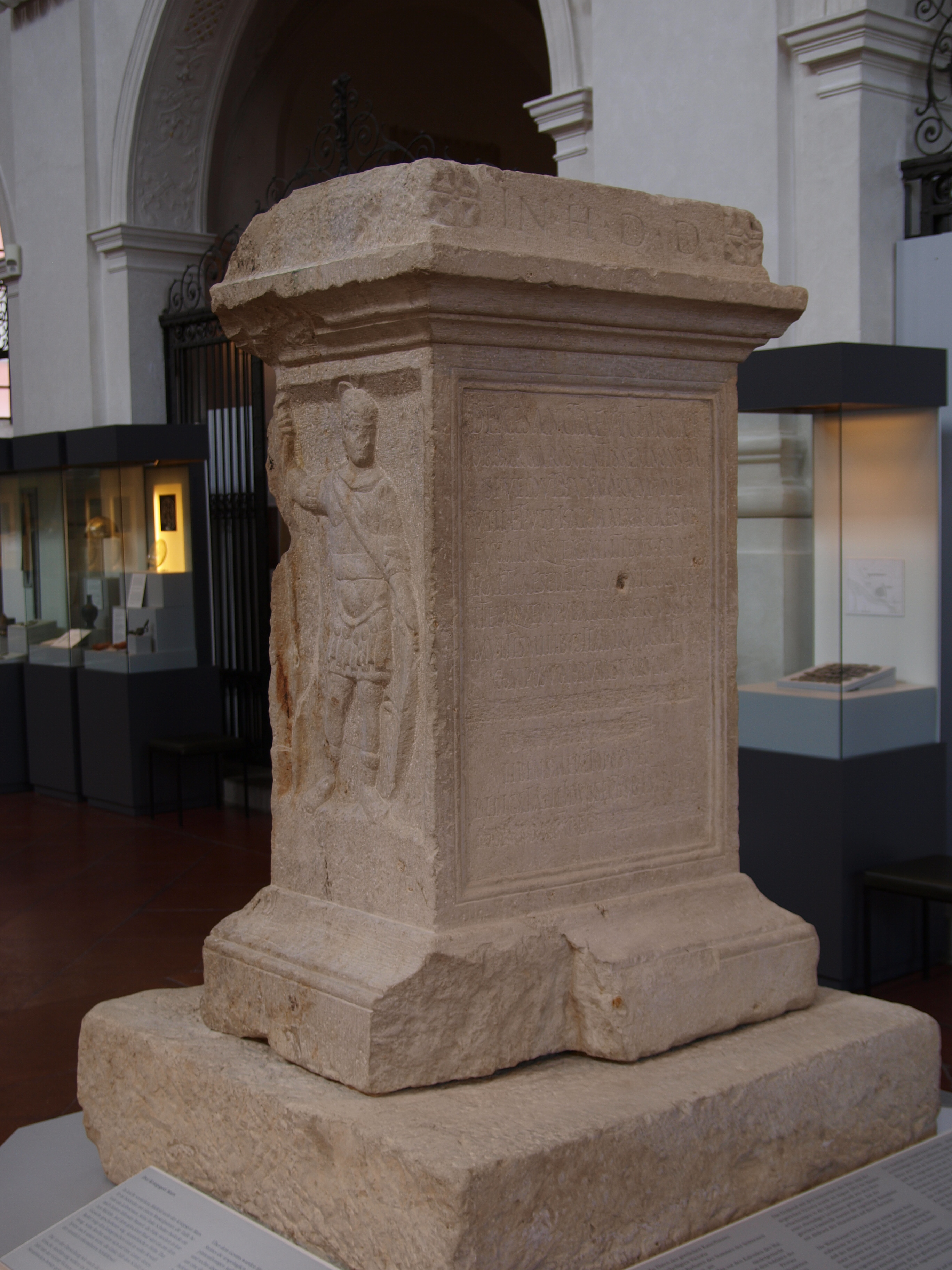
Memorial de pedra de Augsburgo

Os Jutungos (em latim: Juthungi/Iuthungi; em alemão: Juthungen) foi uma tribo germânica assentada na região norte dos rios Danúbio e Altmühl, no qual é hoje a Baviera, na Alemanha.

## História
A tribo foi mencionada pelos historiadores romanos Públio Herênio Déxipo e Amiano Marcelino. O significado do seu nome é "descendentes", e refere-se à antiga tribo sueva dos Sênones.
Os Jutungos invadiram a Itália em 259-260, mas no caminho de retorno eles foram derrotados perto de Augusta dos Vindélicos (atual Augsburgo), em 24–25 de abril de 260 por Marco Simplicino Genial (assim é como está incrustado em uma pedra memorial romana encontrada em 1992). Nesta altura, o Império Romano perdeu sua fronteira nesta região. Entre 356 e 358 os Jutungos e os Alamanos invadiram a província de Récia, e destruíram Castra Regina (a capital da província romana, e um dos maiores acampamentos militares romanos no sul da Alemanha, com paredes de pedra maciça e uma aldeia). A segunda invasão de Récia ocorreu em 383 mas, desta vez, foi repelida por um exército composto de Alanos e Hunos. Entre 429 e 431 o general romano Flávio Aécio também lutou contra os Jutungos, em Récia.